# Carl-Schurz-Kaserne (Hardheim)
Die Carl-Schurz-Kaserne in Hardheim ist eine Kaserne der Bundeswehr. Benannt ist sie nach dem deutschen Revolutionär und späteren Innenminister der Vereinigten Staaten Carl Schurz.

## Gründung und Erstbezug
1961 wurde mit dem Bau der Kaserne begonnen. 1966 wurde die Kaserne von dem Flugabwehrbataillon 12 (FlaBtl 12) bezogen. Die örtlichen Bundeswehrsoldaten des Bataillons halfen öfters beim Bevölkerungsschutz. 1967 erfolgte Hilfe bei dem Hochwasser in Freudenberg und 1984 bei der Flutkatastrophe in Königheim.

## Umstrukturierung der Einheiten
Am 1. Oktober 1979 wurde das FlaBtl 12 unter gleichzeitiger Einführung der neuen Flugabwehrwaffe „Gepard“ zum Flugabwehrregiment 12 (FlaRgt 12) umgegliedert, bestehend aus sechs Batterien mit jeweils sechs Flugabwehrkanonenpanzern. Die Auflösung der DDR und die daraus resultierende Deutsche Wiedervereinigung am 3. Oktober 1990 führte zu der gesamten Demobilisierung der NVA, das FlaRgt 12 begann im Januar 1991 mit der Ausbildung ehemaliger NVA-Soldaten an den militärischen Gerätschaften der Bundeswehr.
Am 1. Oktober 1994 wurde das FlaRgt 12 dem Panzerflugabwehrkanonenbataillons 12 unterstellt. 1998 erfolgte die Umrüstung auf den Flugabwehrkanonenpanzer Gepard 1A2. Nach der Auflösung des gemischten Flugabwehrregiments 2 wurde das Panzerflakbataillon 12 im Jahr 2002 der neu geschaffenen Flugabwehrbrigade 100 unterstellt. Im Juli 2011 wurde das Panzerflugabwehrkanonenbataillon 12 aufgelöst und es folgte die Ära des Sicherungsbataillons 12; in dieser Zeit wurden vor allem Infanteristen nach einem neuen Konzept („Infanteristen der Zukunft“ [IDZ]) ausgebildet. Ende 2015 wurde das Sicherungsbataillon 12 in Hardheim aufgelöst.

## Schließungspläne
Am 26. Oktober 2011 gab der damalige Verteidigungsminister Thomas de Maizière die Schließung der Kaserne und des Materiallagers auf dem Wurmberg bekannt. Die Kaserne wurde daraufhin von einer örtlichen Firma zur Produktion von Wasserkraftschnecken genutzt und ab 2015 wurde geplant, Flüchtlingsunterkünfte auf dem Kasernengelände zu installieren. Vom 13. September 2015 bis Ende 2016 wurden vier Gebäude als Flüchtlingsunterkünfte genutzt.

## Reaktivierung der Kaserne als Bundeswehrstandort
Am 2. November 2017 auf den Tag genau sechs Jahre nach dem Schließungsbeschluss vom 25. Oktober 2011 wurde die Carl-Schurz-Kaserne in Hardheim offiziell reaktiviert.
Am 6. Dezember 2018 verkündigte die damalige Bundesverteidigungsministerin Ursula von der Leyen bei einem Besuch des Ausbildungszentrums Munster, dass die Bundeswehr ein sechstes Panzerbataillon in Hardheim aufstellen wird. Die Bundeswehr wird dort etwa 20 Millionen Euro, „(...) in moderne Unterkünfte investieren“.
Der Standort verfügt über eine Schießanlage, Fahrausbildungsgelände für Rad und Kette, Laserbahn und Panzerwaschanlage. Darüber hinaus ist eine Eisenbahnverladeanlage im 18 km entfernten Tauberbischofsheim vorhanden.
Am 1. Oktober 2019 haben die ersten 65 Soldaten des neuen Panzerbataillons 363 als Teil der Panzergrenadierbrigade 37 ihren Dienst in der Hardheimer Carl-Schurz-Kaserne angetreten. Zudem wurde bekannt, dass der Bund 55 statt der ursprünglich genannten 20 Millionen Euro in den Standort investieren wird. Am Ende des Aufstellungsprozesses (voraussichtlich 2022) soll das Panzerbataillon 363 insgesamt 463 Soldaten umfassen. Darüber hinaus ist ebenfalls eine Einheit des Kommando Spezialkräfte stationiert. Insgesamt sollen ca. 700 Soldaten und 44 Kampfpanzer vom Typ Leopard 2 in Hardheim stationiert werden.
2023 wurde das Panzerbataillon 363 der Panzerbrigade 12 unterstellt.